# شركة اللحوم والماشية الأسترالية
شركة اللحوم والماشية الأسترالية هي شركة مستقلة تنظم معايير إدارة اللحوم والثروة الحيوانية في الأسواق الأسترالية والدولية.
يقع المقر الرئيسي لشركة اللحوم والماشية الأسترالية في شمال مدينة سيدني في أستراليا، وتعمل بالتنسيق مع الحكومة الأسترالية، وصناعات اللحوم والثروة الحيوانية. تتكون مجموعة شركات اللحوم والماشية الأسترالية من شركة اللحوم والماشية الأسترالية المحدودة، وهي الشركة الأم التي تقود شركتين تابعتين لهما أدوار مختلفة في صناعة اللحوم والثروة الحيوانية، ومملوكتين بالكامل لشركة اللحوم والماشية الأسترالية، وهما شركة نظم السلامة، وشركة دونور اللحوم والماشية الأسترالية.

## الأنشطة والأدوار

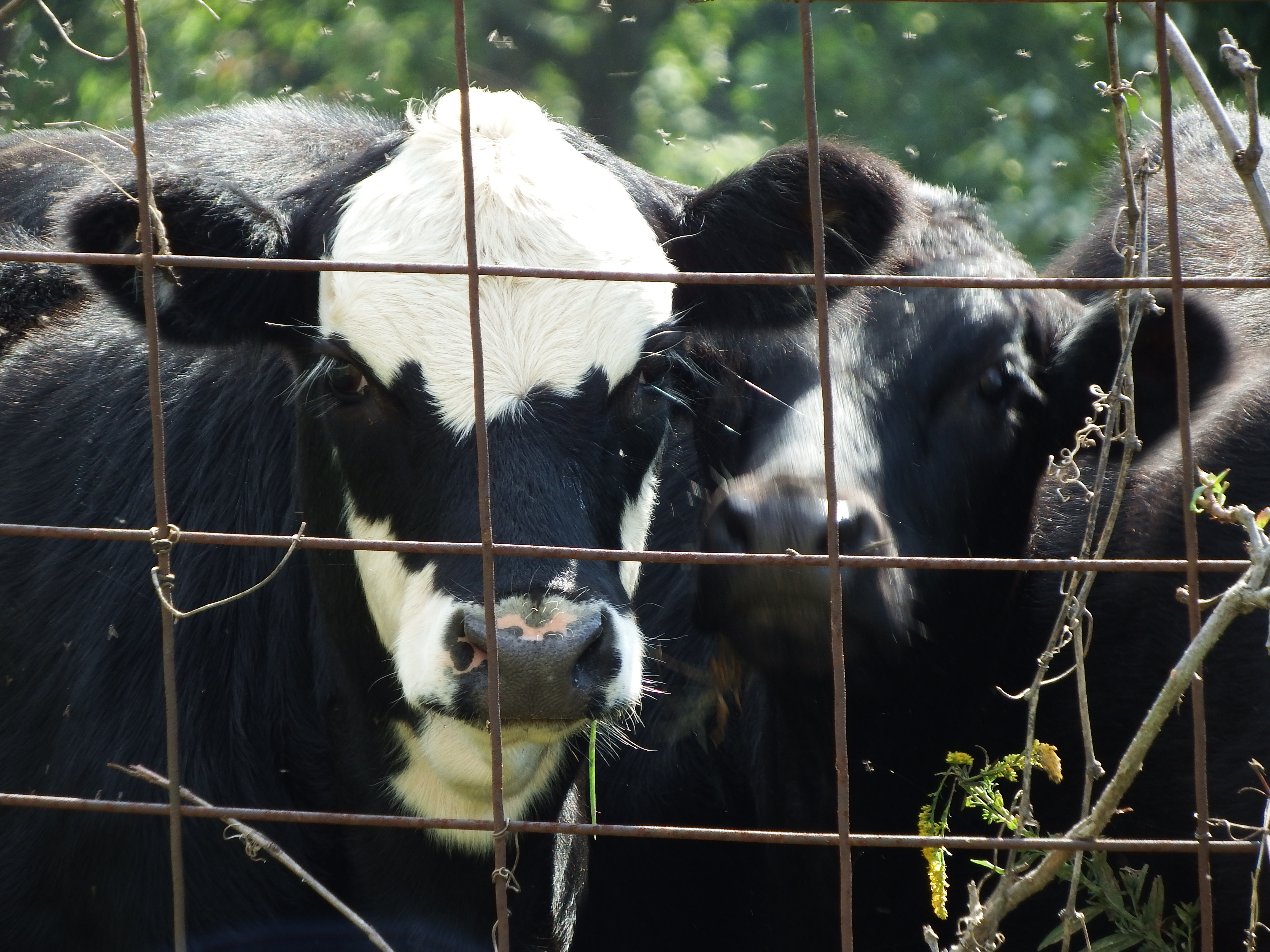
شركة اللحوم والماشية الأسترالية تُجري بحثًا في إنتاج اللحوم الحمراء واستهلاكها في أستراليا

تُجري مجموعة شركات اللحوم والماشية الأسترالية الأبحاث وتقدم خدمات التسويق لمنتجي اللحوم والهيئات الحكومية ومحللي السوق على حدٍ سواء، بالإضافة إلى تمويل أو تشغيل العديد من الدراسات حول إنتاج الثروة الحيوانية وتسويقها في أستراليا، كما تمتلك الشركة سلطة متعددة الأوجه تتيح لها تنظيم عمليات الاندماج والاستحواذ على الشركات عبر القطاعات المالية والعامة والبحثية، وتدير المنتديات والفعاليات بهدف تزويد المنتجين بفرصة المشاركة مع المشاركين الآخرين في سلسلة التوريد. كما تشارك مجموعة الشركات أيضًا في المبادرات البيئية جنبًا إلى جنب مع السلطات الحكومية والهيئات البحثية الأخرى، والتي تهدف إلى مساهمة صناعة الثروة الحيوانية في معالجة تغير المناخ في أستراليا.
تقوم شركة اللحوم والماشية الأسترالية من خلال قدرتها على البحث وتحليل البيانات بإنشاء مؤشر الأبقار الشابة الشرقية، وتدعم تنفيذ معايير سلامة اللحوم في صناعة اللحوم الأسترالية، كما تقوم أيضًا بإجراء برامج تعليمية تتعلق بإنتاج واستهلاك اللحوم الحمراء.
تتطلب الالتزامات القانونية التي فرضتها الحكومة الأسترالية على عمليات الاندماج والاستحواذ على الشركات خضوع مجموعة الشركات لمراجعات مستقلة منتظمة لأدائها وكفاءتها. أطلقت شركة اللحوم والماشية الأسترالية العديد من حملات التسويق للترويج لاستهلاك اللحوم الحمراء، وقد تعرضت بعض هذه الإعلانات للنقد وخاصة في الأمور التي تتعلق بالاستحواذ الثقافي والتمييز.
أدّت جائحة فيروس كورونا (كوفيد-19) إلى تعطيل الأسواق الاقتصادية والإنتاج على مستوى العالم، وأثر ذلك أيضًا على إيرادات مجموعة شركات اللحوم والماشية الأسترالية، ففي السنة المالية 2019-20 حققت مجموعة شركات اللحوم والماشية الأسترالية إيرادات إجمالية بقيمة 269.9 مليون دولار أسترالي. كما شهدت عمليات الاندماج والاستحواذ في ذلك العام انخفاضًا في الإيرادات بنسبة 0.1٪ مقارنة بالسنة المالية 2018-2019، حيث أنتجت عمليات الاندماج والاستحواذ عائدات إجمالية قدرت بحوالي 269.7 مليون دولار أسترالي.

## مجموعة الشركات
نتجت مجموعة شركات اللحوم والماشية الأسترالية عن اندماج الهيئة الأسترالية للحوم والماشية، مع هيئة أبحاث اللحوم بعد أن سمحت الحكومة الأسترالية بخصخصة هذه الهيئات الحكومية في عام 1998، وأصبحت شركة اللحوم والماشية الأسترالية هي المسؤولة عن وظائف البحث والتطوير في الهيئة الأسترالية للحوم والماشية، بينما كان هدف مركز أبحاث هيئة أبحاث اللحوم هو دعم الإنتاج.

### الشركة الأم
تأسست شركة شركة اللحوم والماشية الأسترالية في عام 1998، وهي شركة تضامنية محدودة عامة وغير مدرجة، ويبلغ عدد موظفيها 333 موظفًا في عام 2020، وتتلقى التمويل في شكل رسوم على المعاملات. أعلنت الشركة عمليات الاندماج والاستحواذ باعتبارها هيئة صناعية بموجب قانون صناعة اللحوم والأسهم الحية الأسترالية لعام 1997، والذي يسمح لعمليات الاندماج والاستحواذ بتحصيل الرسوم على المعاملات، حيث تُطبق رسوم ضريبية على الحيوانات أو الذبائح المباعة محليًا أو دوليًا يدفعها المنتجين الأستراليين بموجب قانون رسوم الصناعات الأولية لعام 1999. ويحدد هذا القانون الظروف التي يُطلب فيها من المنتجين دفع الرسوم، ويوفر معدلات الضريبة المختلفة التي تنطبق على اللحوم والماشية، والخنازير، والدجاج.
امتلك 47500 من منتجي اللحوم الأستراليين في عام 2020 غالبية الأسهم في شركة اللحوم والماشية الأسترالية مما منح للشركة مكانة ووزن خاص لكونها مملوكة للمنتجين. كما يمول مصدرو الماشية ومعالجوها شركة اللحوم والماشية الأسترالية من خلال الرسوم المدفوعة بموجب العقد. وتجري شركة اللحوم والماشية الأسترالية الأبحاث بشكل أساسي، وتقدم خدمات التسويق نيابة عن منظمة اللحوم والماشية الأسترالية.
كانت عبارة «لحم البقر الأسترالي الأعظم» هي شعار الحملة التسويقية التي أطلقتها الشركة في عام 2017، والتي سعت جاهدة لزيادة تفاعل المستهلك مع صناعة اللحوم الحمراء، وتعزيز الاستهلاك من خلال توفير الوصفات التي تتضمن لحم البقر.
تشارك شركة اللحوم والماشية الأسترالية أيضًا في تشجيع الاستهلاك الدولي للحوم الحمراء من خلال المسابقات الترويجية. ففي عام 2005 أطلقت الشركة حملة بالتعاون مع شركة كو أوب إسلامي لتعزيز استهلاك العائلات في دولة الإمارات العربية المتحدة للحوم الحمراء. وكانت جائزة المسابقة تتألف من أربع تذاكر طيران إلى أستراليا، وجولة إرشادية للمزارع الأسترالية ومنشآت المعالجة التي تلتزم بمبادئ إنتاج اللحوم الحلال.

### الشركات التابعة

#### شركة نظم السلامة

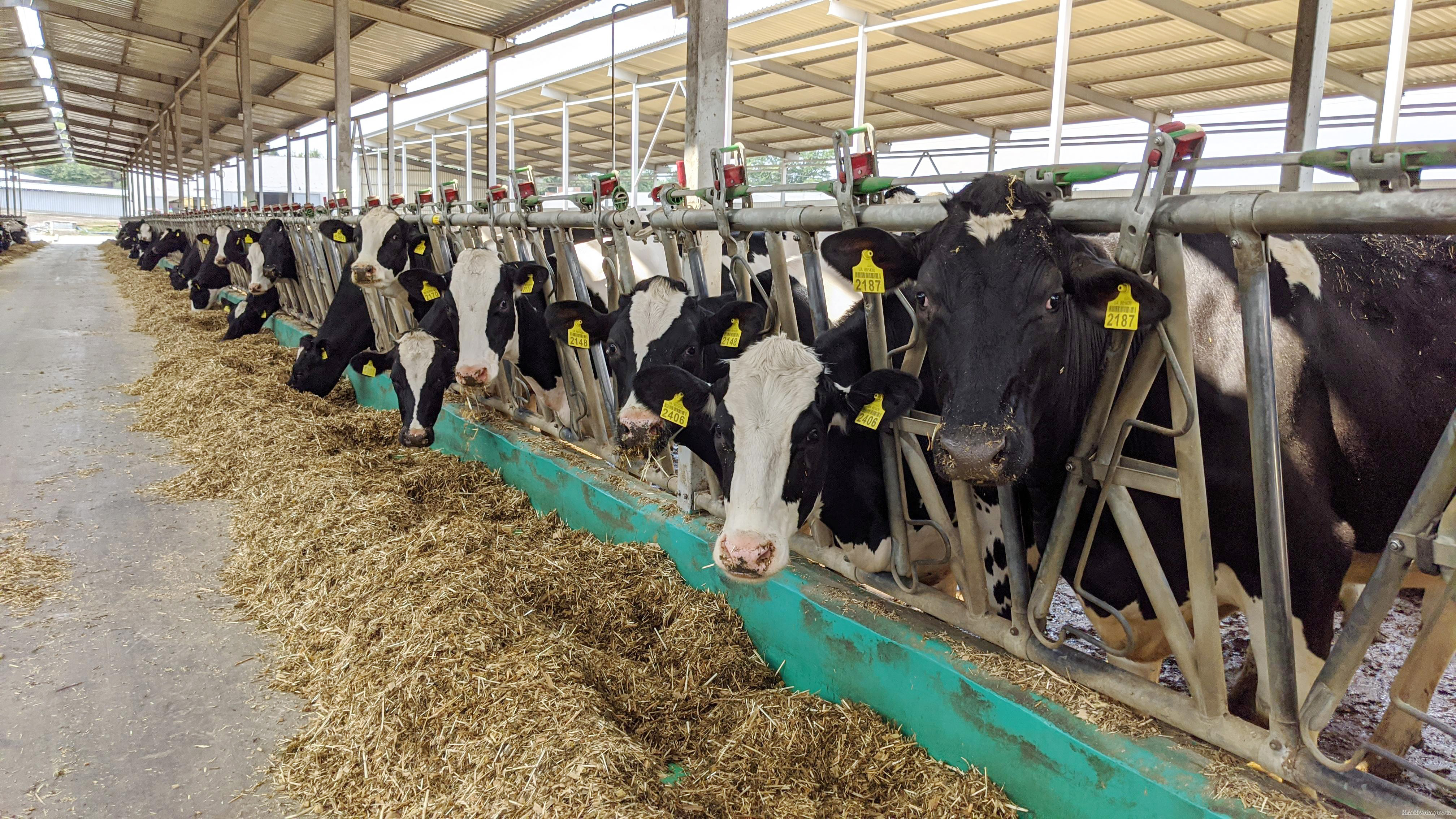
يهدف برنامج مؤشر المعايير الوطنية لسلامة الماشية إلى تحسين الشفافية في سوق الثروة الحيوانية الأسترالي

سُحّلت شركة نظم السلامة في عام 2009 باعتبارها شركة عامة، وهي مملوكة بالكامل حاليًا لشركة اللحوم والماشية الأسترالية. تنفذ هذه الشركة برامج لضمان الجودة، وتوفر المساعدة الإدارية للبرامج التي تقدمها مجموعة اللحوم والماشية الأسترالية. والتي تشمل المبادرة الوطنية لتصريحات البائعين، والنظام الوطني لتحديد الثروة الحيوانية.
يحدد نظام المبادرة الوطنية لتصريحات البائعين المتطلبات التي يتعين على مزودي الثروة الحيوانية الأستراليين الالتزام بها، ويحث المنتجين على إنشاء خطة للأمن الحيوي للممتلكات لكل رمز تعريف ملكية لأسمائهم التجارية. وينبغي أن يكون مقدمو الخدمة قد أكملوا إعلان المبادرة الوطنية لتصريحات البائعين لنقل الماشية بشكل قانوني عبر الممتلكات أو لنقل الماشية بعد البيع التجاري. أصدرت شركة نظم السلامة في عام 2020 نظام إعلان عبر شبكة الإنترنت سمح بتقديم المبادرة الوطنية لتصريحات البائعين وغيرها من الإعلانات المطلوبة بموجب لوائح معايير سلامة اللحوم وصحة الحيوان. تسمح هذه المبادرة للبائعين بالوصول إلى إعلاناتهم واستكمالها إلكترونيًا، وتهدف إلى تزويد الموردين ببديل سريع وفعال لعمل الإعلانات الورقية.
تدير شركة نظم السلامة أيضًا مؤشر المعايير الوطنية لسلامة الماشية، والذي يوفر معلومات أساسية عن جميع الماشية الأسترالية. أنشأ هذا النظام قاعدة بيانات وطنية توفر معلومات عن أماكن إقامة الماشية والحيوانات الأخرى التي اتصلت بها. بحيث يمكن عندما يحتفظ البائع بالماشية التي يمكن أن تشكل تهديدًا للمشترين ومصالحهم أن تعلن شركة نظم السلامة واحدة من حالات الإنذار المبكر في مؤشر المعايير الوطنية لسلامة الماشية التسعة لإعلام للبائع. ويجب أن تشير هذه الحالات إلى سبب إعلان مثل هذه الحالة، والتي تتعلق عمومًا بإمكانية تعرض الماشية لمرض قد يجعلها غير آمنة للاستهلاك البشري. يتوفر الإخطار بهذه الحالة بعد ذلك للمشترين الذين لديهم حساب على مؤشر المعايير الوطنية لسلامة الماشية، والذي يمنح المستخدمين الوصول إلى قاعدة بيانات المؤشر. بدأ هذا النظام في يناير 2020، ويهدف إلى دعم مستهلكي اللحوم والثروة الحيوانية من خلال تحسين الشفافية في سوق الثروة الحيوانية المحلي.

#### شركة دونور

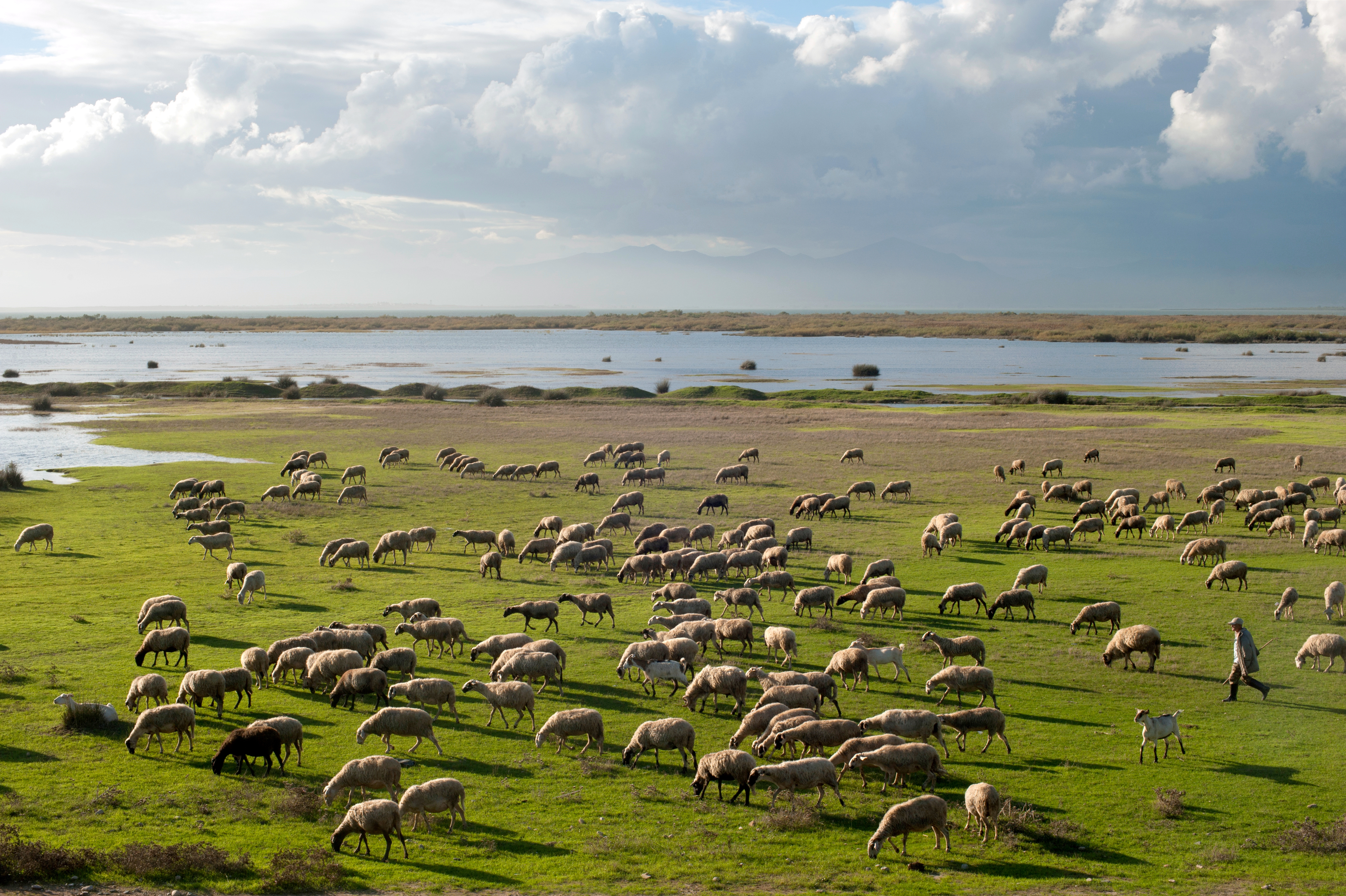
تم تصنيف شركة دونور للحوم والماشية الأسترالية كجهة مانحة بموجب قانون صناعة اللحوم والثروة الحيوانية الأسترالية لعام 1997

تأسست شركة دونر للحوم والماشية الأسترالية في عام 1998 كشركة تضامنية محدودة، وهي مملوكة بالكامل حاليًا لشركة اللحوم والماشية الأسترالية، وتمولها الحكومة الفيدرالية الأسترالية إلى جانب المساهمات الطوعية من الجامعات الأسترالية وشركات التربية التي في حالة شراكة مع شركة اللحوم والماشية الأسترالية. أعلنت شركة دونور كهيئة مانحة معتمدة في عام 1998 بموجب قانون صناعة اللحوم والماشية الأسترالي لعام 1997. جعل هذا الإعلان شركة دونور مؤهلة لتلقي التمويل من حكومة الكومنولث والحكومة الفيدرالية، وهي الأموال الطوعية التي ساهمت بها الحركة من أجل التنمية والبحوث.
ولقد تلقت شركة دونور 44 مليون دولار أسترالي من الحكومة في عام 2016 في شكل منح للبحث والتطوير، ومن المتوقع أن تمنح الحكومة الفيدرالية الشركة أيضًا 94.628 مليون دولار أسترالي في العام المالي 2020-21 لأغراض أبحاث اللحوم.
تهدف شركة دونور إلى تشجيع البحث المستقل والابتكار في أسواق اللحوم الحمراء الأسترالية من خلال تقديم المساعدة المالية للشركات والمؤسسات المستقلة التي تجري أبحاثها الخاصة. أُطلقت شراكة بيفلنكس بين جامعة أستراليا الغربية وشركة دونور في عام 2020، والتي تجري بحثًا حول سلسلة توريد اللحوم الحمراء في غرب أستراليا. كما تسعى الشراكة جاهدة لتطوير تقنيات مبتكرة لمساعدة مختلف المشاركين في صناعة اللحوم الحمراء سواء المنتجين أو البائعين.

## معايير ومؤشرات السوق

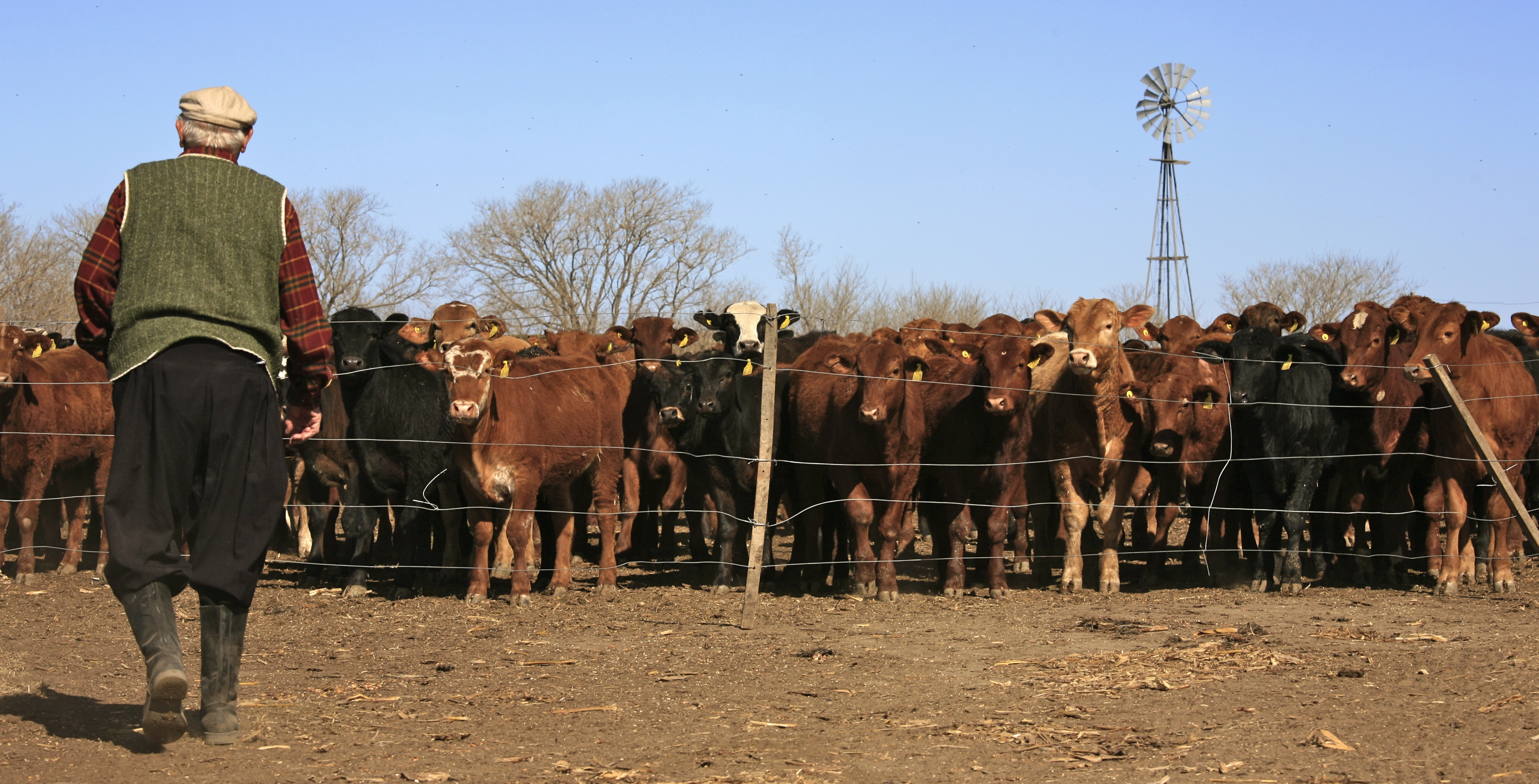
تقوم شركة دونور للحوم والماشية الأسترالية بتمويل الأبحاث التي تهدف إلى تحسين كفاءة الإنتاج والإدارة في صناعة الثروة الحيوانية

تهدف شركة اللحوم والماشية الأسترالية إلى إعلام المنتجين والمستهلكين والحكومة الفيدرالية الأسترالية وتقديم المشورة لهم بشأن ظروف السوق. وتتعاون الشركة مع المكتب الأسترالي للإحصاء لجمع البيانات عن مستهلكي اللحوم الحمراء، والتي تُعلِم مبادرات وبرامج التسويق التي تنفذها شركة اللحوم والماشية الأسترالية. تصدر شركة اللحوم والماشية الأسترالية كهيئة بحثية مؤشرات عمليات الاندماج والاستحواذ، وتدعم المعايير التي تهدف إلى تبسيط وظائف السوق المعقدة وإعلام المستهلكين في أسواق اللحوم والثروة الحيوانية. تشير معايير السوق التي أقرتها شركة اللحوم والماشية الأسترالية إلى الحد الأدنى من متطلبات اللحوم والثروة الحيوانية التي يجب أن يسعى المنتجون إلى تلبيتها في أستراليا، كما توفر معيارًا لجودة اللحوم الحمراء الأسترالية في الأسواق المحلية والدولية.

### مؤشر الماشية الشابة الشرقية
يُعدّ مؤشر الأبقار الشرقية أحد مؤشرات السوق التي تصدرها شركة اللحوم والماشية الأسترالية، ويوفر متوسطًا متحركًا أسبوعيًا لعدد الماشية الصغيرة المباعة عبر الولايات الشرقية لأستراليا، وهي ولايات كوينزلاند، ونيو ساوث ويلز، وفيكتوريا. يُستخدم سعر ووزن الذبائح المباعة لحساب مؤشر الأبقار الشابة الشرقية، والذي يُعرض بالسنت لكل كيلوغرام. تصدر شركة اللحوم والماشية الأسترالية هذا المؤشر بالتزامن مع تحليل البيانات المتعلقة بحركته وظروف السوق، والذي تجريها الشركة أيضًا. ويهدف مؤشر الأبقار الشابة الشرقية إلى الإعلام بظروف ومستجدات السوق في سوق اللحوم الأسترالية وتزويد المنتجين بمؤشر لأسعار السوق الحالية.

### معايير اللحوم الأسترالية

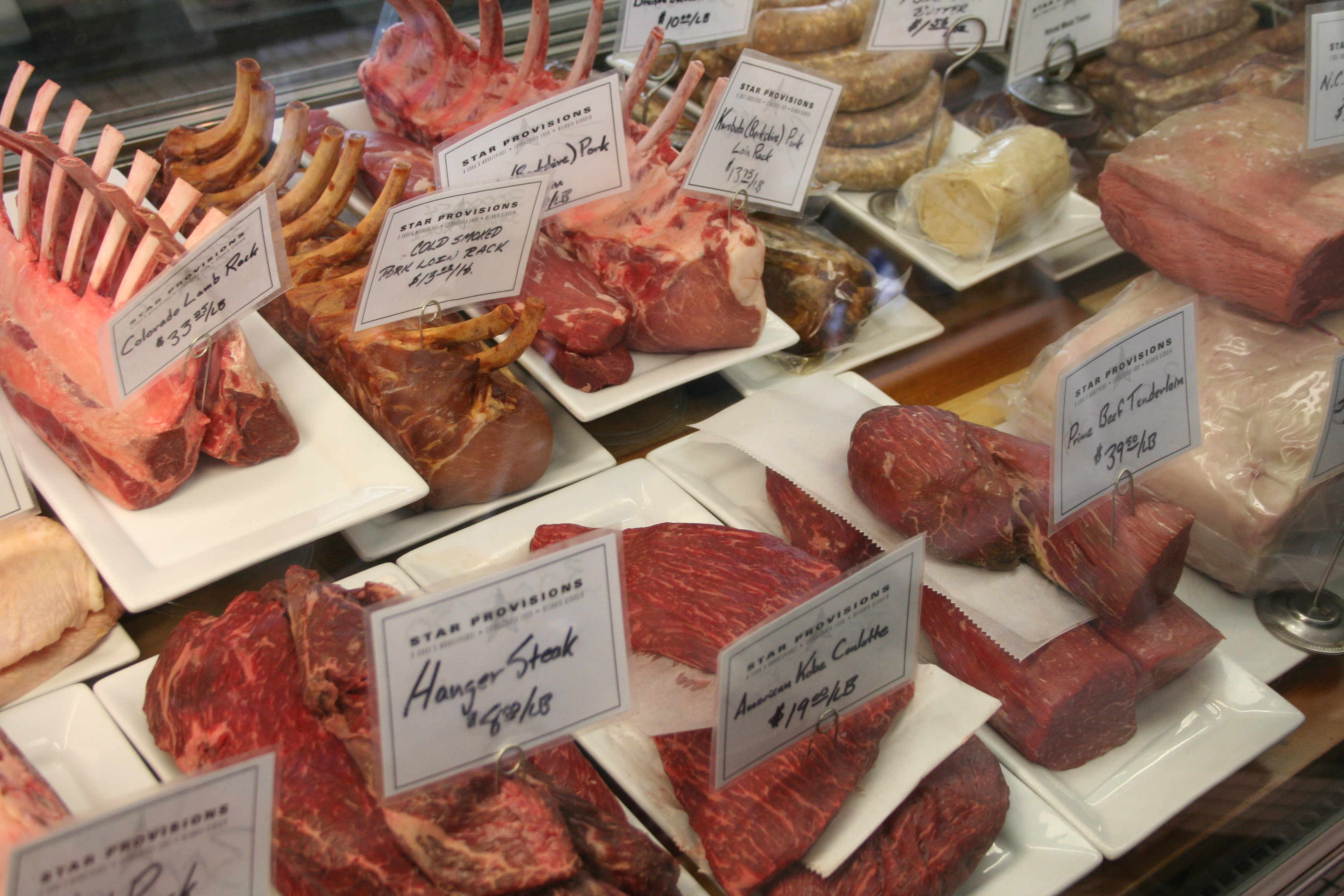
يهدف نظام معايير اللحوم الأسترالية إلى توفير المعلومات المتعلقة بجودة اللحوم الحمراء الأسترالية

يُعتبر نظام تصنيف معايير اللحوم الأسترالية برنامجًا تطوعيًّا روجت له شركة اللحوم والماشية الأسترالية. يوفر النظام للمستهلكين معلومات مبسطة عن جودة تناول اللحوم الحمراء الأسترالية، ويهدف إلى تحسين ثقة المستهلك في الأسواق، كما توفر هذه المعايير مؤشرا على جودة لحوم الأبقار في أسواق الماشية، والتي تؤثر لاحقا على الأسعار. تعتمد معايير اللحوم الأسترالية على البيانات المأخوذة من مستهلكي اللحوم الحمراء، بالإضافة إلى فحص العديد من أنظمة المعالجة، وفترات الشيخوخة، وعمليات الإدارة لتوفير مؤشر على جودة اللحوم. وتشمل هذه المعايير:
- توظيف محفزات النمو الهرموني مما يساعد على زيادة وزن الماشية، حيث تسمح معايير اللحوم الأسترالية وجود المنشطات التي تحدث بشكل طبيعي والمواد المحفزة الاصطناعية.[132]
- بعد الذبح يتم تخصيص درجة إعطاء الذبيحة للحوم والتي تحدد محتوى الذبيحة الدهني والخالي من الدهون. يتم الانتهاء من هذا التقييم قبل التعليق ويؤثر على درجة معايير اللحوم الأسترالية الممنوحة للحوم.[133][134]
- تؤثر طريقة التعليق المستخدمة على طراوة اللحوم وجودة تناولها لاحقًا.
- يشير رخام اللحم إلى الدهون العضلية في اللحم والتي تخلق مظهرًا شبيهًا بالرخام.

دُمجت كل هذه النواحي لمنح اللحوم الحمراء درجة وفقًا لنظام معايير اللحوم الأسترالية. والذي يلتزم بالمعايير الدولية، وتشرف شركة اللحوم والماشية الأسترالية على تنفيذه في أستراليا. خضع النظام للتجربة في العديد من البلدان الأخرى، وثبت أنه يتمتع بدرجات متفاوتة من الفعالية في البلدان الأوروبية.

## المبادرات البيئية
يعتبر إنتاج اللحوم والماشية من العوامل المساهمة بشكل كبير في تغير المناخ. حيث تعد هذه الصناعات مجتمعة ثالث أكبر مصدر انبعاثات الغازات الدفيئة في أستراليا، والتي تتسبب في حدوث ظاهرة الاحتباس الحراري، وهي مسؤولة عن 56٪ من إجمالي قيمة انبعاثات غاز الميثان. ومن ثم قامت شركة اللحوم والماشية الأسترالية بتمويل المشاريع التي تهدف إلى معالجة الأثر البيئي للإنتاج الحيواني والمشاركة فيها.

## روابط خارجية
- الموقع الرسمي